# Алрар-Хассі-Р'Мель – Ін-Аменас
Алрар-Хассі-Р'Мель – Ін-Аменас – газопровід на сході Алжиру.
В 2011 році ввели в дію газопровід до теплової електростанції Ін-Аменас довжиною 67 км та діаметром 200 мм. Він отримує живлення від початкової ділянки потужної газопровідної системи Алрар – Хассі-Р'Мель (пункт відгалуження знаходится лише за чотири десятки кілометрів від газопереробного заводу Алрар).